# Хоментув-Пущ
Хоментув-Пущ (пол. Chomentów-Puszcz) — село в Польщі, у гміні Скаришев Радомського повіту Мазовецького воєводства.
Населення — 557 осіб (2011).
У 1975-1998 роках село належало до Радомського воєводства.

## Демографія
Демографічна структура станом на 31 березня 2011 року:
|          | Загалом | Допрацездатний вік | Працездатний вік | Постпрацездатний вік |
| -------- | ------- | ------------------ | ---------------- | -------------------- |
| Чоловіки | 276     | 55                 | 196              | 25                   |
| Жінки    | 281     | 66                 | 168              | 47                   |
| Разом    | 557     | 121                | 364              | 72                   |